# Чака (Салаж)
Чака (рум. Ceaca) насеље је у Румунији у округу Салаж у општини Залха. Oпштина се налази на надморској висини од 294 m.

## Становништво
Према подацима из 2002. године у насељу је живело 294 становника, од којих су сви румунске националности.